# Список шведськомовних і двомовних громад Фінляндії

Офіційно монолінгвальні фінськомовні громади
Білінгвальні громади з домінуванням фінської мови
Білінгвальні громади з домінуванням шведської мови
Саамські білінгвальні громади

У цій статті подано список громад Фінляндії та відсоткове співвідношення їхніх жителів за мовною ознакою. У Фінляндії як фінська, так і шведська мови мають статус офіційних. Загалом у 53 громадах країни фінська мова не є єдиною офіційною. Станом на 31 грудня 2023 року 84,9 % населення розмовляє фінською, 5,1 % — шведською, а 0,04 % — саамськими мовами. Громада офійійно вважається двомовною, якщо представники мовної меншини становлять щонайменше 8 % її населення або налічують принаймні 3000 носіїв мови. Раніше для визнання громади двомовною вимагалося від 6 до 8 % носіїв мови. Якщо частка носіїв опускається нижче 6 %, громада може зберегти двомовний статус за постановою уряду за рекомендацією місцевої ради протягом наступних десяти років. Громади, які користуються правилом про 3000 носіїв мови, включають столицю країни Гельсінкі та культурний центр шведськомовних фінів — Турку. На Аландських островах, де фінська майже не використовується в повсякденному житті, цей мовний закон не діє. На материковій частині країни найбільша частка шведськомовного населення зосереджена на західному узбережжі, у Пог'янмаа.
Із 308 громад Фінляндії 16 є суто шведськомовними (усі розташовані на Аландських островах). Двомовний статус мають 33 громади, з яких 15 є переважно шведськомовними, а 18 — переважно фінськомовними. Чотири громади, усі розташовані в Лапландії, мають фінськомовну більшість і саамськомовну меншину: Енонтекійо, Інарі, Соданкюля та Утсйокі. Спершу офіційний двомовний статус було надано лише шведській мові відповідно до мовного закону 1922 року, а в 1991 році подібні норми поширили й на саамські мови. У 2003 році закон 1922 року був замінений оновленим, який здебільшого містить аналогічні положення.

## Громади
| Назва українською мовою | Назва мовою більшості | Назва мовою меншості                                                | Мова                                  | Відсоток населення, який офіційно розмовляє іншою мовою, ніж фінською станом на 31 грудня 2023 | Провінції                  |
| ----------------------- | --------------------- | ------------------------------------------------------------------- | ------------------------------------- | ---------------------------------------------------------------------------------------------- | -------------------------- |
| Бренде                  | Brändö                | —                                                                   | Шведська                              | 69,5                                                                                           | Аландські острови          |
| Вааса                   | Vaasa                 | Vasa                                                                | Фінська більшість, шведська меншість  | 23,2                                                                                           | Пог'янмаа                  |
| Вантаа                  | Vantaa                | Vanda                                                               | Фінська більшість, шведська меншість  | 2,2                                                                                            | Уусімаа                    |
| Веюрі                   | Vörå                  | Vöyri                                                               | Шведська більшість, фінська меншість  | 80,9                                                                                           | Пог'янмаа                  |
| Ворде                   | Vårdö                 | —                                                                   | Шведська                              | 83,4                                                                                           | Аландські острови          |
| Екере                   | Eckerö                | —                                                                   | Шведська                              | 86,8                                                                                           | Аландські острови          |
| Енонтекійо              | Enontekiö             | півн.-саам. Eanodat швед. Enontekis                                 | Фінська більшість, саамська меншість  | 10,3                                                                                           | Лапландія                  |
| Еспоо                   | Espoo                 | Esbo                                                                | Фінська більшість, шведська меншість  | 6,4                                                                                            | Уусімаа                    |
| Єта                     | Geta                  | —                                                                   | Шведська                              | 83,5                                                                                           | Аландські острови          |
| Гаммарланд              | Hammarland            | —                                                                   | Шведська                              | 89,9                                                                                           | Аландські острови          |
| Ганко                   | Hanko                 | Hangö                                                               | Фінська більшість, шведська меншість  | 42,3                                                                                           | Уусімаа                    |
| Гельсінкі               | Helsinki              | Helsingfors                                                         | Фінська більшість, шведська меншість  | 5,5                                                                                            | Уусімаа                    |
| Інарі                   | Inari                 | інарі-саамськ. Aanaar півн.-саам. Anár кол.-саам. Aanar швед. Enare | Фінська більшість, саамська меншість  | 6,9                                                                                            | Лапландія                  |
| Інго                    | Ingå                  | Inkoo                                                               | Шведська більшість, фінська меншість  | 51,6                                                                                           | Уусімаа                    |
| Йомала                  | Jomala                | —                                                                   | Шведська                              | 87,5                                                                                           | Аландські острови          |
| Каскінен                | Kaskinen              | Kaskö                                                               | Фінська більшість, шведська меншість  | 27,5                                                                                           | Пог'янмаа                  |
| Кауніайнен              | Kauniainen            | Grankulla                                                           | Фінська більшість, шведська меншість  | 30,4                                                                                           | Уусімаа                    |
| Кімійонсаарі            | Kimitoön              | Kemiönsaari                                                         | Шведська більшість, фінська меншість  | 66,2                                                                                           | Південно-Західна Фінляндія |
| Кіркконуммі             | Kirkkonummi           | Kyrkslätt                                                           | Фінська більшість, шведська меншість  | 14,8                                                                                           | Уусімаа                    |
| Коккола                 | Kokkola               | Karleby                                                             | Фінська більшість, шведська більшість | 12,0                                                                                           | Центральна Пог'янмаа       |
| Корсгольм               | Korsholm              | Mustasaari                                                          | Шведська більшість, фінська меншість  | 68,2                                                                                           | Пог'янмаа                  |
| Корсняс                 | Korsnäs               | —                                                                   | Монолінгвальна шведська               | 83,7                                                                                           | Пог'янмаа                  |
| Крістінестад            | Kristinestad          | Kristiinankaupunki                                                  | Шведська більшість, фінська меншість  | 52,9                                                                                           | Пог'янмаа                  |
| Круунупюу               | Kronoby               | Kruunupyy                                                           | Шведська більшість, фінська меншість  | 76,0                                                                                           | Пог'янмаа                  |
| Кумлінге                | Kumlinge              | —                                                                   | Шведська                              | 84,8                                                                                           | Аландські острови          |
| Лапін'ярві              | Lapinjärvi            | Lappträsk                                                           | Фінська більшість, шведська меншість  | 30,0                                                                                           | Уусімаа                    |
| Ларсмо                  | Larsmo                | Luoto                                                               | Шведська                              | 91,5                                                                                           | Пог'янмаа                  |
| Лемланд                 | Lemland               | —                                                                   | Шведська                              | 91,3                                                                                           | Аландські острови          |
| Ловійса                 | Loviisa               | Lovisa                                                              | Фінська більшість, шведська меншість  | 39,0                                                                                           | Уусімаа                    |
| Лог'я                   | Lohja                 | Lojo                                                                | Фінська більшість, шведська меншість  | 3,5                                                                                            | Уусімаа                    |
| Лумпарланд              | Lumparland            | —                                                                   | Шведська                              | 84,7                                                                                           | Аландські острови          |
| Малакс                  | Malax                 | Maalahti                                                            | Шведська більшість, фінська меншість  | 84,8                                                                                           | Пог'янмаа                  |
| Марієгамн               | Mariehamn             | Maarianhamina                                                       | Шведська                              | 81,5                                                                                           | Аландські острови          |
| Мюрскюля                | Myrskylä              | Mörskom                                                             | Фінська більшість, шведська меншість  | 9,3                                                                                            | Уусімаа                    |
| Нерпес                  | Närpes                | Närpiö                                                              | Шведська                              | 74,0                                                                                           | Пог'янмаа                  |
| Нюкарлебю               | Nykarleby             | Uusikaarlepyy                                                       | Шведська більшість, фінська меншість  | 83,7                                                                                           | Пог'янмаа                  |
| Парайнен                | Pargas                | Parainen                                                            | Шведська більшість, фінська меншість  | 54,1                                                                                           | Південно-Західна Фінляндія |
| Педерсере               | Pedersöre             | Pedersören kunta                                                    | Шведська більшість, фінська меншість  | 88,4                                                                                           | Пог'янмаа                  |
| Порвоо                  | Porvoo                | Borgå                                                               | Фінська більшість, шведська меншість  | 27,8                                                                                           | Уусімаа                    |
| Пюхтяа                  | Pyhtää                | Pyttis                                                              | Фінська більшість, шведська меншість  | 6,8                                                                                            | Кюменлааксо                |
| Расеборг                | Raseborg              | Raasepori                                                           | Шведська більшість, фінська меншість  | 63,6                                                                                           | Уусімаа                    |
| Сальтвік                | Saltvik               | —                                                                   | Шведська                              | 90,5                                                                                           | Аландські острови          |
| Сіпоо                   | Sipoo                 | Sibbo                                                               | Фінська більшість, шведська меншість  | 28,1                                                                                           | Уусімаа                    |
| Сіунтіо                 | Siuntio               | Sjundeå                                                             | Фінська більшість, шведська меншість  | 26,3                                                                                           | Уусімаа                    |
| Соданкюля               | Sodankylä             | інарі-саамськ. Suáđigil півн.-саам. Soađegilli кол.-саам. Suäˊđjel  | Фінська більшість, саамська меншість  | 1,6                                                                                            | Лапландія                  |
| Соттунга                | Sottunga              | —                                                                   | Шведська                              | 93,0                                                                                           | Аландські острови          |
| Сунд                    | Sund                  | —                                                                   | Шведська                              | 88,0                                                                                           | Аландські острови          |
| Турку                   | Turku                 | Åbo                                                                 | Фінська більшість, шведська меншість  | 5,4                                                                                            | Південно-Західна Фінляндія |
| Утсйокі                 | Utsjoki               | півн.-саам. Ohcejohka інарі-саамськ. Uccjuuhâ кол.-саам. Uccjokk    | Фінська більшість, саамська меншість  | 41,5                                                                                           | Лапландія                  |
| Фегле                   | Föglö                 | —                                                                   | Шведська                              | 82,3                                                                                           | Аландські острови          |
| Фінстрем                | Finström              | —                                                                   | Шведська                              | 90,1                                                                                           | Аландські острови          |
| Чокар                   | Kökar                 | —                                                                   | Шведська                              | 87,1                                                                                           | Аландські острови          |
| Якобстад                | Jakobstad             | Pietarsaari                                                         | Шведська більшість, фінська меншість  | 54,1                                                                                           | Пог'янмаа                  |